# 大山桃子
大山 桃子（おおやま ももこ、1994年2月9日 - ）は、日本の元ファッションモデル、元タレント。東京都出身。タンバリンアーティスツに所属していた。

## 略歴
2004年、『小学六年生』（小学館）の読者モデルを務める。
2005年、ローティーン向けファッション雑誌『ピチレモン』（学習研究社）の第12回読者モデルオーディションでグランプリを獲得。同年5月より専属モデル（ピチモ）として活動。2010年10月号で卒業した。
2010年10月3日をもって、学業専念のため公式ブログで芸能界を休業すると発表。

## 人物
- 趣味はダンス、読書。
- 好きな言葉は、笑う門には福来たる、夢はあきらめず、信じて頑張っていればいつか叶う。
- 憧れの女優は、黒川智花。

## 出演

### テレビ
- ジュニアでGO!（2005年1月 - 2006年3月、スカイパーフェクTV!エンタ!371）
- ピチスタ（2006年、テレ玉）
- すイエんサー（2010年8月24日、NHK教育）

### CM
- 拓人 スクールIE（2007年、企業CF）

### スチル
- オンワード樫山（「組曲」子供服・春夏カタログモデル）
- サウンドキャリアパーティ

### 雑誌
- 小学六年生（2004年、小学館） - 読者モデル
- ピチレモン（2005年5月 - 2010年10月号、学習研究社） - 専属モデル

### 舞台
- フレンズ〜ガラクタ怪獣のなみだ〜（2006年8月、ファミリーミュージカル） - 吉川珠生 役

### テレビアニメ
- 一期一会 恋バナ友バナ（2007年、キッズステーション）

### 写真集
- スクールガール